# Nykirke
Nykirke är en tätort i Hortens kommun i Vestfold fylke i sydöstra Norge. Tätorten hade 726 invånare den 1 januari 2022. Den kända roddaren Olaf Tufte kommer från orten.